# خورشیدگرفتگی ۲۹ آوریل ۲۰۱۴

خورشیدگرفتگی ۲۹ آوریل ۲۰۱۴ (به انگلیسی: Solar eclipse of April 29, 2014) یک خورشیدگرفتگی از نوع خورشیدگرفتگی حلقه‌ای (غیرمرکزی) است. این خورشیدگرفتگی در تاریخ ۲۹ آوریل ۲۰۱۴ میلادی (‎۹ اردیبهشت ۱۳۹۳ خورشیدی) روی داد که زمان اوج آن، ساعت ۶:۰۴:۳۳ به‌وقت ساعت هماهنگ جهانی است.
این خورشیدگرفتگی در سواحل جنوب افریقا، قطب جنوب و شرق استرالیا روی داد.